# Aulonemia subpectinata
Aulonemia subpectinata là một loài thực vật có hoa trong họ Hòa thảo. Loài này được (Kuntze) McClure mô tả khoa học đầu tiên năm 1973.